# Cratogeomys fumosus
Cratogeomys fumosus (tidigare Pappogeomys fumosus) är en däggdjursart som först beskrevs av Clinton Hart Merriam 1892.  Cratogeomys fumosus ingår i släktet Cratogeomys och familjen kindpåsråttor. Inga underarter finns listade i Catalogue of Life.
Arten når en absolut längd av 212 till 375 mm, inklusive en 75 till 123 mm lång svans. Den har 35 till 59 mm långa bakfötter, 5 till 10 mm stora öron och en vikt av 250 till 1030 g. Hannar blir betydlig tyngre än honor. Individen som hittades öster om orten Opopeo i Mexiko är den största kända kindpåsråttan överhuvudtaget. Pälsen färg på ovansidan kan variera mellan ljusbrun och svartaktig och undersidan är oftast täckt av ljusare päls. En rökgrå päls förekommer bara hos den population som upptäcktes först. Cratogeomys fumosus skiljer sig från andra släktmedlemmar i avvikande genetiska egenskaper.
Denna gnagare förekommer med flera från varandra skilda populationer i centrala Mexiko. Den vistas i kulliga områden och i vulkaniska bergstrakter upp till 3 300 meter över havet. Habitatet utgörs av barrskogar eller ekskogar med gräs som undervegetation. Cratogeomys fumosus uppsöker även jordbruksmark.
Individerna gräver underjordiska bon som kan vara upp till 30 cm djupa. Troligtvis kan honor para sig hela året men hittills är dräktiga honor bara kända från februari, april och juli. Per kull föds upp till fem ungar. Arten har flera naturliga fiender som prärievarg, rävar och grävlingar samt större ödlor och ormar. Gnagaren har främst rötter och rotfrukter som föda. Den äter även stjälkar och blad från gräs och örter. Ibland drar den hela växten ner i tunneln. Cratogeomys fumosus använder sina robusta framtassar för att gräva. I några områden delar arten revir med andra underjordisk levande gnagare (Thomomys umbrinus och Michoacan-kindpåsråtta). Arternas bon är så vid känd inte sammankopplade med varandra. Michoacan-kindpåsråttan har sina gångar nära markytan, tunnlarna av Thomomys umbrinus ligger lite djupare och Cratogeomys fumosus har de djupaste tunnlarna.